# Inês II, Abadessa de Quedlimburgo
Inês II, também conhecida como Inês de Meissen (m. 21 de janeiro de 1203) foi uma princesa-abadessa de Quedlimburgo de 1184 a 1203.

## Família
Inês foi a quinta filha e décima criança nascida de Conrado I de Wettin, marquês de Meissen e de Lutigarda de Elchingen-Ravenstein. Os seus avós paternos eram o conde Timo de Wettin e Ida de Nordheim. Os seus avós maternos eram o conde Adalberto de Elchingen e Berta de Staufen.
Ela teve onze irmãos, entre eles: o marquês Otão II de Meissen, marido de Edviges de Brandemburgo; Teodorico I, Marquês da Lusácia, marido da princesa Dobroniega Ludgarda da Polônia; Gertrudes, esposa do conde Hermano de Stahleck; Adela, esposa do rei Sueno III da Dinamarca; o marquês Dedo III da Lusácia, marido de Matilde de Heinsberg; o conde Henrique I de Wettin; o conde Frederico I de Brena, marido de Edviges da Morávia, etc.

## Biografia
Durante o seu reinado como abadessa, Inês foi patrona das artes, assim como uma miniaturista e gravadora. As freiras de sua época fizeram cortinas para a decoração de igreja ainda existentes, consideradas de grande valor para o estudo das artes do período.
Inês registrou que ela doou para a Abadia um copo de ouro, várias cobertas de seda e cortinas. Ela escrevia e iluminava os seus próprios livros para serviços divinos. Uma cópia dos gospéis escritos por ela ainda existe, e está bem preservada. 
As freiras também criavam decorações de parede. Uma delas, encomendada entre 1186 e 1203, feita para o Papa, mas que não foi enviada, continha o tema "Sobre o casamento da Filologia e Mercúrio", do escritor Marciano Capela, considerada uma das mais bem preservadas tapeçarias do estilo românico.
Ela faleceu no dia 21 de janeiro de 1203, na Abadia de Quedlimburgo. Inês foi sucedida por sua sobrinha Sofia, filha de Frederico I de Brena.

## Na cultura popular
Inês aparece representada em um dos 999 azulejos do Heritage Floor, parte instalação de arte The Dinner Party da artista Judy Chicago.